# 面具拟蛙蟹
面具拟蛙蟹（学名：[Raninoides personatus] 错误：{{Lang}}：文本有斜体标记（帮助））为蛙蟹科拟蛙蟹属的动物。分布于日本、澳大利亚、安波那、印度尼西亚及印度，包括东海等海域，常见于海水。